# Alexander Gordon Laing
Alexander Gordon Laing, född 27 december 1793 i Edinburgh, Skottland, död 26 september 1826 i Araouane norr om Timbuktu (i nuvarande Mali), var en brittisk (skotsk) upptäcktsresande.
Laing tjänstgjorde som militär i Västafrika och företog 1822–23 resor till det inre av Sierra Leone. 1825 startade han en expedition från Tripoli genom Sahara för utforskande av Nigerområdet. 1826 nådde han som förste europé fram till Timbuktu men mördades kort därpå. Hans arbetsdokument gick förlorade. Laing författade Travels in the Timannee, Kooranko and Soolima conuntries in Western Africa (1825).